# Čenkovička (přírodní památka)
Čenkovička je přírodní památka v lokalitách Bystřec, Čenkovice v okrese Ústí nad Orlicí. Správuje ji AOPK Pardubice. Důvodem ochrany jsou louky v údolí meandrujícího toku Čenkovičky, bohatá lokalita bledule jarní (Leucojum vernum).